# François de Charette

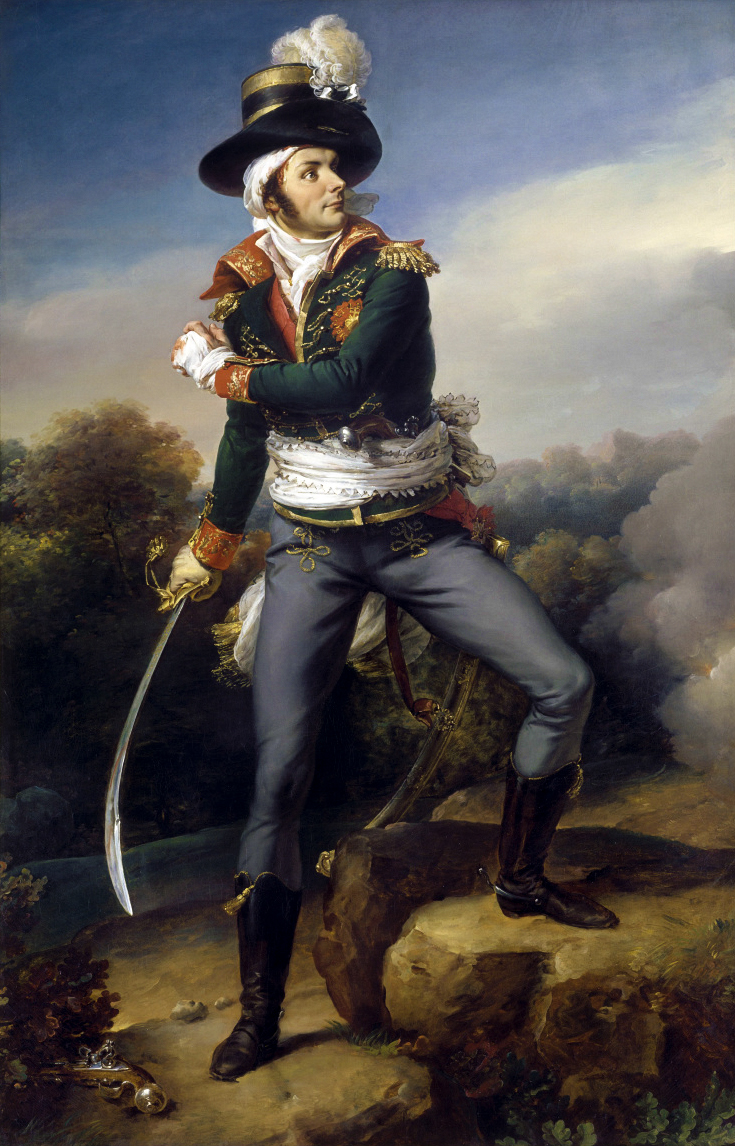
François de Charette

François-Athanase de Charette de la Contrie ps. Król Wandei (ur. 2 maja 1763 w Couffé k. Ancenis, zm. 29 marca 1796 w Nantes) – francuski rojalista, generał powstańców wandejskich, dowódca Katolickiej i Królewskiej Armii Dolnego Poitou i Krajów Retzu.

## Życiorys
Syn Michela Louisa Charette, pana z La Contrie i Marie Anne z La Garde de Monjeu, François Charette urodził się 2 maja 1763 r. w Couffé. Wstąpił do szkoły Gwardii Marynarki w 1779 roku, a następnie służył pod rozkazami hrabiego La Motte-Picquet i admirała hrabiego de Guichen. W wieku dwudziestu czterech lat został porucznikiem w 1787 roku.
Trzy lata później miał swój udział w jedenastu kampaniach, w tym kilku w Ameryce. Został wysłany na Morze Północne do Rosji, a następnie walczył także z Turkami przeciwko Grekom. 25 maja 1790 roku, w wieku dwudziestu siedmiu lat, poślubił Marie-Angélique Josnet z La Doussetière, wdowę po kuzynie Louisie Charette, mającą czterdzieści jeden lat, w Nantes, w parafii Saint-Denis, i osiedlił się w posiadłości w Fonteclose, La Garnache, w pobliżu Challans w Vendée. Bardzo szybko był znudzony; miewał kochanki, poświęcał się polowaniu i nie opuścił żadnego balu w okolicznych zamkach. Chociaż nie pochwalał zasady emigracji, wyjechał do Koblencji, ale wkrótce wrócił do Francji, by bronić rodziny królewskiej w Tuileries, 10 sierpnia 1792. Uciekł przed masakrą, ale w drodze powrotnej został aresztowany w Angers. Został uwolniony dzięki interwencji Dumourieza.
27 marca 1793 roku, w regionie Machecoul, Charette zgodził się stanąć na czele chłopów z bretońskiego Marais, którzy przybyli aby pozyskać jego dowództwo do posiadłości w Fonteclose, po utracie Pornic i pozbyciu się lidera, Louisa-Marie La Roche Saint-André, odpowiedzialnego za tę porażkę.
W liczbie 4000 powrócili do Pornic i zajęli miasto. Następnie dowodził lepszymi oddziałami, w tym republikańskimi dezerterami, oraz elitarną kawalerią szlachty i mieszczaństwa wyposażonymi na własny koszt. 30 kwietnia 1793 r. uniemożliwił Republikanom zajęcie Lege. Po objęciu Saumur w czerwcu 1793 r. wstąpił do Armii Katolickiej i Królewskiej, a Lescure poprosił go o wzięcie udziału w zdobyciu Nantes. 29 czerwca 1793 r. przybył pierwszy ze swoimi żołnierzami na przedmieściach miasta. Atak rozpoczął sam o świcie, nie czekając na posiłki Charlesa de Bonchamps. Ostatni opuścił Nantes następnego dnia, po wycofaniu się Armii Katolickiej i Królewskiej i stwierdzeniu, że wszystko stracone. Dwa tygodnie później znów był obecny bez innych grup, podczas gdy atak miał zostać połączony. Jego straty były wysokie, a po stracie czterech pistoletów nastąpił kontratak Błękitnych.
Jego potomkiem był Hervé de Charette.